# Liste des églises romanes d'Andorre
Cet article donne une liste des églises romanes d'Andorre. Andorre comprend de nombreuses églises romanes, construites au XIe siècle et au XIIe siècle. Plusieurs d'entre elles ont été rénovées ou reconstruites lors des siècles suivant tout en respectant ce style. Andorre a intégré certaines d'entre elles dans deux listes indicatives du patrimoine mondial par l'UNESCO en 1999 : une première liste intitulée « églises romanes d'Andorre » comprend huit sites : Saint-Jean de Caselles, Saint-Michel d'Engolasters, Saint-Saturnin de Nagol, les ensembles historiques de Pal, La Cortinada et Les Bons, le clocher et le porche de l'Église Sainte-Eulalie d'Encamp et le clocher de Saint-Julien-et-Saint-Germain de Lòria. D'autre part, l'église Sainte-Colombe fait partie d'une deuxième liste portant sur l'ensemble historique du village de Santa Coloma.

## Liste
| Église                                     | Construction                                 | Paroisse            | Ville ou village   | Coordonnées                      | Notice | Illustration |
| ------------------------------------------ | -------------------------------------------- | ------------------- | ------------------ | -------------------------------- | ------ | ------------ |
| Sanctuaire de Canòlich                     | XIIe siècle rebâti début XXe siècle          | Sant Julià de Lòria | Canòlic            | 42° 28′ 28″ nord, 1° 27′ 07″ est | n° 67  |              |
| Église Saint-Clément de Pal                | XIe siècle                                   | La Massana          | Pal                | 42° 32′ 46″ nord, 1° 28′ 31″ est | n° 25  |              |
| Église Saint-Christophe d'Anyós            | XIIe siècle rénovée au XVIe siècle           | La Massana          | Anyós              | 42° 32′ 06″ nord, 1° 31′ 28″ est | n° 59  |              |
| Église Saint-Étienne d'Andorre-la-Vieille  | XIIe siècle remaniée au XXe siècle           | Andorre-la-Vieille  | Andorre-la-Vieille | 42° 30′ 26″ nord, 1° 31′ 18″ est | n° 62  |              |
| Église Saint-Étienne de Juberri            | date indéterminée                            | Sant Julià de Lòria | Juberri            | 42° 26′ 19″ nord, 1° 29′ 23″ est |        |              |
| Église Sainte-Eulalie d'Encamp             | XIe siècle agrandie aux XVIIe et XXe siècles | Encamp              | Encamp             | 42° 32′ 05″ nord, 1° 34′ 36″ est | n° 38  |              |
| Église Saint-Jean de Caselles              | XIe siècle                                   | Canillo             | Canillo            | 42° 34′ 15″ nord, 1° 36′ 28″ est | n° 19  |              |
| Église Saint-Marc-et-Sainte-Marie d'Encamp | XIIe siècle remodelée au XVIIIe siècle       | Encamp              | Encamp             | 42° 31′ 59″ nord, 1° 34′ 19″ est | n° 40  |              |
| Église Saint-Martin de La Cortinada        | XIIe siècle                                  | Ordino              | La Cortinada       | 42° 34′ 36″ nord, 1° 31′ 04″ est | n° 24  |              |
| Église Saint-Michel de Fontaneda           | XIIe siècle                                  | Sant Julià de Lòria | Fontaneda          | 42° 27′ 16″ nord, 1° 27′ 49″ est | n° 68  |              |
| Église Saint-Pierre d'Aixirivall           | XVIIe siècle XVIIIe siècle                   | Sant Julià de Lòria | Aixirivall         | 42° 27′ 46″ nord, 1° 30′ 07″ est | n° 71  |              |
| Église Saint-Romain d'Auvinyà              | origine préromane restaurée en 1964          | Sant Julià de Lòria | Auvinyà            | 42° 27′ 12″ nord, 1° 29′ 47″ est | n° 72  |              |
| Église Saint-Michel de la Mosquera         | date incertaine agrandie au XIXe siècle      | Encamp              | Encamp             | 42° 32′ 07″ nord, 1° 34′ 54″ est | n° 39  |              |
| Église Saint-Saturnin de Canillo           | origine romane reconstruite au XVIIe siècle  | Canillo             | Canillo            | 42° 34′ 03″ nord, 1° 35′ 51″ est | n° 31  |              |
| Église Saint-Antoine de la Grella          | date indéterminée reconstruite au XXe siècle | La Massana          | Sispony/Anyós      | 42° 31′ 39″ nord, 1° 31′ 14″ est |        |              |
| Église Saint-Romain de Les Bons            | XIIe siècle                                  | Encamp              | Les Bons           | 42° 32′ 20″ nord, 1° 35′ 13″ est | n° 23  |              |

Julie Vivier et Sylvain Lapique mentionnent également l'église Saint-Aciscle-et-Sainte-Victoire de La Massana qui, sans être romane, possède des éléments de mobiliers de cette époque et pourrait avoir été construite, au XVIIe siècle, sur l'emplacement d'une église romane.

### Liens
- Églises romanes d'Andorre sur le site de l'UNESCO
- Ensemble historique de Santa Coloma sur le site de l'UNESCO
- Pour l'ensemble des points mentionnés sur cette page : voir sur OpenStreetMap (aide), Bing Cartes (aide) ou télécharger au format KML (aide).